# Lorca
Lorca (phát âm tiếng Tây Ban Nha: [ˈloɾka]) là một municipio và thành phố trong cộng đồng tự trị Vùng Murcia miền đông nam Tây Ban Nha, cách thành phố Murcia 58 kilômét (36 mi) về phía tây nam. Municipio có 91,849 người năm 2010, tăng lên so với con số 77,477 người năm 2000. Lorca là municipio có diện tích lớn nhất Tây Ban Nha, rộng 1.675,21 km2 (646,80 dặm vuông Anh). Nơi đây có lâu đài Lorca cùng một nhà thờ kinh sĩ đoàn tưởng niệm Thánh Patriciô.
Vào thời Trung Cổ, Lorca là một đô thị vùng duyên biên giữ lãnh thổ Kitô giáo-Hồi giáo. Trước đó nữa, người La Mã gọi nó là Ilura và (H)eliocroca.
Thành phố chịu thiệt hại nặng nề bởi một trận động đất 5,1 độ vào ngày 11 tháng 5 năm 2011, làm chín người chết. Do chấn tâm nông, trận động đất này có sức tàn phá lớn hơn những trận có ngang thang độ thường thấy.

## Lịch sử

### Tiền sử-cổ đại
Khai quật khảo cổ ở vùng Lorca cho thấy rằng nơi này đã có người ở từ thời đại đồ đá mới (5.500 năm trước). Điểm định cư cổ nhất nằm trong thung lũng sông Guadalentín, có lẽ nhờ ở đây có nguồn nước, nguồn quặng, hơn nữa còn nằm dọc một tuyến giao thương đến Andalusia. Trên sườn đồi phía dưới lâu đài Lorca, người ta đã khai quật được di tích nền văn hoá El Argar thời đồ đồng.
Vào thời La Mã, điểm dân cư ở đây có tên là Eliocroca, ghi lại trong Itinerarium Antonini Augusti (Hành ký (của) Hoàng đế Antoninus), và nằm ngay trên Via Augusta. Khi đó, Elicroca đủ quan trọng để trở thành một giáo phận.